# Imagine Dragons
Imagine Dragons là nhóm nhạc alternative rock Mỹ đến từ Las Vegas, Nevada gồm 4 thành viên với Dan Reynolds hát chính, Wayne Sermon chơi ghi ta, Ben McKee đánh bass và Daniel Platzman chơi trống. Âm nhạc của họ thường được so sánh với The Killers và Arcade Fire, trong khi giai điệu và nội dung trữ tình đã thường được mô tả là tích cực và lạc quan. Tên nhóm, Imagine Dragons, được tạo ra từ phép đảo chữ Anagram, nhưng ý nghĩa thật sự của nó là gì thì chỉ có những thành viên trong nhóm mới biết. Sở hữu chất nhạc cuồng nhiệt, đầy cảm xúc chân thật và khiến người khác phải nhún nhảy theo, với bài hit "It's time" (Đến lúc rồi) đã khiến cho nhóm trở thành hiện tượng âm nhạc Mỹ cuối năm 2012. Ca khúc này cũng định hình phong cách âm nhạc cho album đầu tay của nhóm "Night Visions" và được một đề cử trong hạng mục Video Rock xuất sắc nhất của Giải Video âm nhạc của MTV năm 2012.

## Định hướng âm nhạc
Định hướng âm nhạc của Imagine Dragons là alternative rock, tuy nhiên những gì nhóm đang thể hiện còn cho thấy ảnh hưởng của electro rock, arena rock, pop, folk và cả hip-hop. Âm nhạc của nhóm đã gây được những thiện cảm nhất định cho giới chuyên môn. Có lẽ vì vậy nên không ít nhà phê bình tỏ ra hụt hẫng bởi Night Visions không xuất sắc như họ mong đợi. Điển hình như nhận xét của trang Sputnikmusic: "Bên dưới những tiếng chuông và huýt gió là một bộ những bản thu nhạt nhẽo đáng thất vọng, cụ thể là cách hòa âm tương tự nhau và các đoạn điệp khúc không làm được những gì mà chúng cố gắng". Tuy nhiên các nhà chuyên môn khác lại tỏ ra không khắt khe như vậy, trang Allmusic nói: "Dù Imagine Dragons thiếu chiều sâu nhưng Night Visions vẫn là một album mà, ít nhất trong vài phút, sẽ khiến cuộc sống mỗi ngày ít nhiều trở nên to lớn hơn". Cây bút của nhật báo USA Today thì khen ngợi: "Alex da Kid đã giúp mỗi ca khúc trong album trở nên khác biệt: từ đoạn móc (hook – NV) mang đầy âm điệu từ đàn mandolin của "It's Time", tiếng huýt gió phấn khởi trong "On Top Of The World" cho đến tiếng guitar như lẩm bẩm của "Demons". Những sắp xếp đầy sáng tạo đó có vẻ như chỉ là những chi tiết nhỏ, nhưng lại làm nên "hàm răng" của "các chú rồng".

## Thành viên ban nhạc
| Thành viên hiện tại - Dan Reynolds – hát chính, guitar, piano, keyboard, bass, trống, bộ gõ (2008–nay) - Wayne Sermon – guitar, hát đệm, mandolin, trống, bộ gõ, piano, đàn tổng hợp (2009–nay) - Ben McKee – bass, piano, keyboard, đàn tổng hợp, hát đệm, guitar, trống, bộ gõ (2009–nay) - Daniel Platzman – trống, bộ gõ, hát đệm, guitar, viola, keyboard (2011–nay) | Thành viên cũ - Andrew Tolman – trống, bộ gõ, hát đệm, guitar (2008–2011) - Andrew Beck – guitar, hát đệm (2008–2009) - Aurora Florence – piano, keyboard, hát đệm, violin (2008–2009) - Dave Lemke – bass, hát đệm (2008–2009) - Brittany Tolman – piano, keyboard, hát đệm, guitar (2009–2011) - Theresa Flaminio – piano, keyboard, hát đệm (2011) Các nhạc sĩ từng cùng đi lưu diễn - Ryan Walker – guitar, keyboard, hát đệm (2011–2015) - Will Wells – guitar, keyboard, piano, hát đệm (2015–2017) - Elliot Schwartzman – keyboard, guitar, hát đệm (2017–2022) |

## Danh sách đĩa nhạc
Album phòng thu
- Night Visions (2012)
- Smoke and Mirrors (2015)
- Evolve (2017)
- Origins (2018)
- Mercury – Act 1 (2021)
- Mercury – Act 2 (2022) (Đĩa đơn chủ đạo là "Bones")
- Loom (2024)

Đĩa mở rộng
- Imagine Dragons (2009)
- Hell and Silence (2010)
- It's Time (2011)
- Continued Silence (2012)
- Hear Me (2012)
- The Archive (2013)
- iTunes Session (2013)

## Giải thưởng và đề cử
Giải Grammy thường niên được trao bởi Hiệp Hội Hàn Lâm Nghệ thuật Thu Âm Hoa Kỳ. Imagine Dragons đã thắng 1 giải sau 2 lần đề cử.
| 2014                               |           |
| "Radioactive"                      |           |
| Thu âm của năm                     | Đề cử     |
| Trình diễn nhạc Rock xuất sắc nhất | Đoạt giải |

## Các chuyến lưu diễn
- Imagine Dragons on Tour (2011-2012)
- Fall Tour 2012 (2012)
- Night Visions Tour (2013–2014)[4][5][6]
- Smoke + Mirrors Tour (2015–2016)
- Evolve World Tour (2017–2019)[7]
- Mercury World Tour (2022–2023)[8]